# Maria Mikhailovna da Rússia
Maria Mikhailovna da Rússia (em russo: мария михайловна; Moscou, 9 de março de 1825 – Viena, 19 de novembro de 1846) foi a segunda filha do Grão-duque Miguel Pavlovich da Rússia e da sua esposa, a Grã-duquesa Helena Pavlovna (nascida Princesa Carlota de Württemberg). Pelo lado do pai, Isabel era neta do czar Paulo I da Rússia e sobrinha dos czares Alexandre I e Nicolau I da Rússia.

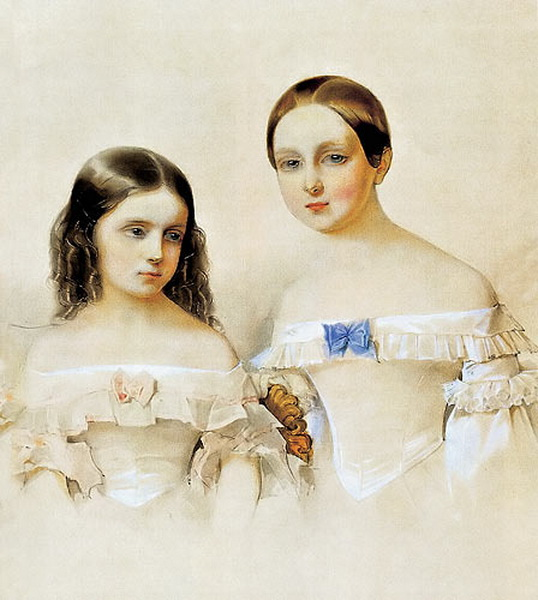
Maria (à direita) com a sua irmã mais nova Catarina.